# بییاهس
بییاهس (به اسپانیایی: Villahoz) یک شهرستان در اسپانیا است.

## خصوصیات
بییاهس ۵۱ کیلومترمربع مساحت و ۴۳۴ نفر جمعیت دارد.